# イブニング親父。
イブニング親父。（イブニングおやじ）は、サントリーのコマーシャル企画で結成された関西で活躍する中年タレントによるグループである。

## 来歴
2000年に結成（同年6月16日が結成日とされる）。グループ名は、モーニング娘。に対抗する目的で命名された。
イブニング親父。のメンバーはサントリーのコマーシャルに出演したほか、CMソング『夜の街へレッツゴー。』も歌った。

## メンバー
- 浜村淳
- 藤本義一
- 竹村健一
- 坂田利夫
- 川藤幸三
- クロード・チアリ
- 南方英二

## CD
- 夜の街へレッツゴー。（2000年12月6日発売。ソニー・ミュージックレコーズ、SRDL-4698）